# Solomon Asch
Solomon Eliot Asch, född 14 september 1907 i Warszawa, död 20 februari 1996 i Haverford, Pennsylvania, var en polsk-amerikansk gestaltpsykolog. I hans forskning undersökte han bland annat perception, inlärning, tänkande och associationer ur ett gestaltperspektiv. Han räknas som en pionjär inom socialpsykologin och är mest känd för sitt arbete om social påverkan och för en serie konformitetsexperiment på 1950-talet.
I en rapport från 2002 listar det amerikanska psykologförbundet Asch som nummer 41 på en lista över de mest citerade psykologerna under 1900-talet.

## Biografi

### Bakgrund
Solomon Eliot Asch föddes 14 september 1907 i Warszawa, som vid tiden var under styre av Kejsardömet Ryssland. Han flyttade till USA tillsammans med sin familj 1920, där de bosatte sig på Manhattan. Efter studier vid City College of New York kunde Asch avlägga kandidatexamen 1928. Studierna fortsatte på Columbia University, där han tilldelades en masterexamen 1930 och doktorsexamen 1932. Under tiden på Columbia kom Asch i kontakt med Max Wertheimer, en av grundarna av gestaltpsykologin. De blev nära vänner och Wertheimer kom att influera Asch i mycket av hans arbete. Efter studierna inledde Asch en karriär som lärare i psykologi på Brooklyn College under 1940-talet.

### Forskning

#### Formande av intryck
Asch intresserade sig för hur människor skapar intryck av varandra. Han fann att en del av en persons personlighet är beroende av sammanhang och andra personlighetsdrag hos samma person. Till exempel är intelligens hos en person som både är intelligent och känslokall inte samma sak som intelligens hos en person som är intelligent och varm.

#### Konformitetsexperiment

Försöksdeltagarnas uppgift var att avgöra vilket av strecken A, B eller C som är lika långt som strecket i bilden till vänster.

Asch fick ett stort erkännande på 1950-talet efter att ha genomfört en serie experiment för att påvisa styrkan hos social påverkan. Redan under studierna vid Columbia University började Asch intressera sig för social påverkan efter att ha läst Edward Thorndikes tankar om positiv förstärkning. Han beslöt sig för att utforma ett experiment för att testa om grupptryck kan påverka en individ till att ange inkorrekta svar.
I experimenten deltog 50 manliga försöksdeltagare. Var och en av deltagarna placerades i en grupp tillsammans med 5–7 medhjälpare till Asch. Medhjälparna gav sken av att vara vanliga försöksdeltagare, men i själva verket var det bara en riktig deltagare i varje grupp. Asch visade upp två bilder för gruppen: en bild föreställande ett streck och en bild med tre streck, märkta A, B och C. Gruppens uppgift var att avgöra vilka av de tre strecken som var lika långt som strecket i den första bilden. Flera testomgångar med olika långa streck genomfördes, och i varje omgång uppmanades var och en av deltagarna, inklusive medhjälparna, att uppge vilket streck som är det korrekta. Den verkliga försöksdeltagaren var alltid bland de sista att ange sitt svar. Efter ett antal omgångar där alla deltagare uppgett det uppenbart korrekta alternativet, började medhjälparna ange samma felaktiga svar. Asch var intresserad av att undersöka om den verkliga försöksdeltagaren skulle välja rätt alternativ eller påverkas av det sociala trycket och ange det uppenbart felaktiga svaret. Han fann att 75 % av de verkliga försöksdeltagarna svarade uppenbart felaktigt minst en gång, och 5 % svarade felaktigt varje gång.

### Sista år och eftermäle
Asch fick anställning som lärare på University of Pennsylvania 1972 och arbetade där tills han gick i pension som professor emeritus 1979. Solomon Asch avled 20 februari 1996 i hans hem i Haverford, Pennsylvania. Han blev 88 år gammal.
Asch forskning inom socialpsykologi har haft stort inflytande på forskningsfältet. Han influerade många av sina forskarkollegor, bland andra Herman Witkin som forskade inom kognitions- och inlärningspsykologi. Dessutom handledde och influerade han Stanley Milgram, mest känd för sina lydnadsexperiment.

## Publikationer i urval
- Asch S. E. ( 1946). "Forming impressions of personality". Journal of Abnormal and Social Psychology, 41, 258-290.
- Asch S. E. ( 1948). "The doctrine of suggestion, prestige, and imitation in social psychology". Psychological Review, 55, 250-276.
- Asch S. E. ( 1952). "Social psychology". Englewood Cliffs, NJ: Prentice-Hall.
- Asch S. E. ( 1955). "On the use of metaphor in the description of persons". In H. Werner (Ed.), On expressive language (29-38). Worcester, MA: Clark University Press.
- Asch S. E. ( 1956). "Studies of independence and conformity: I. A minority of one against a unanimous majority". Psychological Monographs, 70, 1-70.
- Asch S. E. ( 1958). "The metaphor: a psychological inquiry". In R. Tagiuri & L. Petrullo (Eds.), Person perception and interpersonal behavior (pp. 86–94), California: Stanford University Press.
- Asch S. E. ( 1962). "A problem in the theory of associations". Psychologische Beitrage, 6, 553-563.